# Черноморка
„Черноморка“ (на руски: Черноморочка) е съветска комедия от 1959 г., заснета от Одеска киностудия. Филмът се явява първа работа на режисьора Алексей Коренев.

## Сюжет
Девойката Софийка (Светлана Живанкова) живее в рибарско селище. Тя е жизнерадостна и талантлива, великолепно пее и радва със своите песни земляците си. Обича своя приятел Вася (Владимир Земляникин), курсант в морското училище, и мечтае да замине с него в Одеса. Сериозният Василий мечтае тя да отиде да учи в училището за радисти, за да може в бъдеще те двамата да работят заедно.
Отпуската на Василий свършва и влюбените младежи, изпълнени с планове, купуват два билета за Одеса, но не е било писано мечтите им да се осъществят. В навечерието на тяхното заминаване в селото пристига на гастрол джаз оркестъра на Омелский (Сергей Мартинсон). По време на тяхното изпълнение лекомислената Софийка по детински се добира до сцената, гръмко приглася на солистката, че даже я превъзхожда. Музикантите канят момичето да се присъедини към оркестъра. Софийка, забравяйки обещанията към любимия, с радост приема.
Одеса. Софийка не може повече да се насилва и да изпълнява посредствените творби на Омелский. Тя страда и от раздялата си с Вася. Василий също не може да си намери място от тъга. В опитите си да вразуми Софийка, той преглъща цялата горчивина и се опитва да задущи любовната си страст.

## В ролите
- Светлана Живанкова, като Софийка
- Владимир Земляникин, като Василий Гордиенко
- Константин Кулчицкий, като Сава Петрович Палянийчка
- Олег Борисов, като Юрко Фарасюк
- Дмитрий Франко, като Терентий Тарасович Бодяга, старшината
- Дая Смирнова, като Одарка
- Юрий Сарийчев, като Петро
- Николай Яковченко, като Карпо Иванович
- Сергей Мартинсон, като Виталий Аркадиевич Омелский, композитор и ръководител на оркестъра
- Тамара Носова, като Вероника, певицата

## Интересни факти
Филмът се явява като режисьорски дебют на Алексей Коренев.
Песните във филма се изпълняват на украински език.